# Park Honan
Pour les articles homonymes, voir Honan.
Leonard Hobart Park Honan (17 septembre 1928 – 27 septembre 2014) est un universitaire et un écrivain américain, dont la plus grande partie de sa carrière s'est déroulée au Royaume-Uni. Il a écrit extensivement sur la vie d'auteurs et de poètes, publiant d'importantes biographies sur des écrivains comme Robert Browning, Matthew Arnold, Jane Austen, William Shakespeare et Christopher Marlowe.
Honan a commencé sa carrière en se spécialisant dans la littérature victorienne, élargissant ensuite son domaine en devenant un expert de la littérature élisabéthaine. À partir de 1959, il enseigne au Connecticut College, puis à l'université Brown, avant de s'établir de façon définitive en Angleterre en 1968. Il enseigne alors à l'université de Birmingham, avant de devenir professeur de littérature anglaise et américaine à l'université de Leeds en 1984. Il est élu membre de la Royal Society of Literature.

## Jeunesse et éducation
Honan est né à Utica dans l'État de New York. Il est le fils de William Francis Honan, un chirurgien cardiothoracique d'origine irlandaise, et d'Annette Neudecker Honan, une journaliste d'origine anglaise. Son frère William devient chroniqueur culturel au New York Times
. Son père meurt en 1935, lorsque Park n'a que sept ans, laissant sa mère élever seule ses garçons. Elle loue une petite maison à Bronxville dans l' État de New York, car elle trouve que les écoles publiques y sont excellentes. Honan obtient une bourse au collège de Deep Springs, un petit village dans le désert californien. Tout en étant à l'école, Honan travaille comme boucher et mécanicien automobile. Il apprécie aussi les promenades à cheval et est fasciné par les reptiles locaux. De son métier de boucher, il dit : « À l'abattoir, mes bottes étaient régulièrement couvertes par près de 10 cm de sang. Cela m'a aidé à devenir pacifiste ».
Au bout de deux ans, Honan entre à l'Université de Chicago, où il obtient son BA, puis en 1951, son MA. Il continue à travailler dans divers secteurs, y compris comme éditeur à New York. C'est là qu'il rencontre Jeannette Colin (décédée en 2009), une Française, boursière du Programme Fulbright, avec laquelle il se marie en 1952. Ils ont trois enfants : Corinna, une écrivaine et éditrice, et des jumeaux, Matthew et Natasha,. Honan est appelé sous les drapeaux de l'armée américaine à la fin de la Guerre de Corée, mais en tant qu'objecteur de conscience, il refuse de combattre. Il est brièvement emprisonné, puis est autorisé à servir dans une unité non-combattante en France. À sa démobilisation, grâce au G.I. Bill, il a les conditions requises pour aller étudier où il veut. Il déménage avec sa femme et leur toute petite fille en Angleterre en 1956 pour aller étudier à l'Université de Londres, obtenant en 1959 un doctorat grâce à une thèse sur Robert Browning. Cette thèse est publiée en 1961 sous le titre Browning's Characters. Il écrit aussi un roman, deux pièces de théâtre, des poèmes, des nouvelles et des articles universitaires,,.

## Carrière
Honan a publié plusieurs biographies, « scrupuleuseusement documentées et souvent révélatrices », sur des sujets allant de l'ère élisabéthaine au XXe siècle, tirant de sources inexploitées des faits nouveaux. Pour lui, ses livres s'adressent « aussi bien au lecteur ordinaire qu'au spécialiste ». En plus de son vaste travail sur Browning, ses nombreux essais, ses contributions à divers anthologies et collections, il écrit les biographies de Matthew Arnold, Jane Austen, William Shakespeare et Christopher Marlowe. Il a aussi publié une anthologie sur les écrivains de la Beat Generation. Il s'est intéressé plus tard aux écrivains modernes, et au moment de sa mort, il avait commencé une biographie de T. S. Eliot. Il fait partie des équipes éditoriales de journaux couvrant Browning, de l'Ohio University Press, qui édite les œuvres complètes de Browning, ainsi que de journaux comme Victorian Studies, Victorian Poetry, et Novel :A Forum on Fiction parmi beaucoup d'autres. Selon son article nécrologique du Telegraph, « Honan croyait passionnément que la vie, la famille, les amis et les connaissances d'un écrivain pouvaient apporter leur lumière sur son œuvre ».
Honan commence en 1959 sa carrière d'enseignant comme maître-assistant d'anglais au Connecticut College, où sa femme enseigne le français. Il entre à l'université Brown en 1961. Il s'installe de façon permanente en Angleterre, où il devient lecteur à l'University of Birmingham en 1968, y restant en tant que maître de conférences, puis chargé de cours en anglais jusqu'en 1983. Il est nommé professeur de littérature anglaise et américaine à l'université de Leeds en 1984, et prend sa retraite en 1993 avec le titre de professeur émérite,. Le biographe John Batchelor le décrit comme un brillant maître de conférences de théâtre.
En 1998, Honan est élu membre de la Royal Society of Literature (FRSL). Il devient membre de la Fondation John-Simon-Guggenheim en 1962.
Il meurt d'un cancer du foie en 2014 à l'âge de 86 ans,.